# Pride (album de David Axelrod)
Pour les articles homonymes, voir Pride (homonymie).
Albums de David Axelrod
Songs of Experience
(1969) Earth Rot
(1970)
Pride est un album de 1970 de David Axelrod, écrit avec son fils Michael T. Axelrod. 

## Description de l'album
Au jazz fusion et à la pop baroque de ses précédents albums, David Axelrod ajoute cette fois une influence de musique latine.
Les parties vocales sont assurées par le chanteur Nooney Rickett, plus tard membre du groupe Love.

## Liste des titres
| 1. | Proud Sorrow           | 3:10 |
| 2. | A Hope                 | 3:05 |
| 3. | The Death of Juan Diaz | 3:20 |
| 4. | The Truth              | 2:49 |

| 1. | In the Wilderness  | 2:34 |
| 2. | Worthless Pleasure | 2:55 |
| 3. | Returning Home     | 3:40 |
| 4. | Song of the Pirate | 2:53 |